# Pandemia de COVID-19 en Nueva Zelanda
La pandemia del COVID-19 en Nueva Zelanda es parte de la pandemia en curso de la enfermedad por coronavirus 2019 (COVID-19) causada por el coronavirus tipo 2 del síndrome respiratorio agudo grave (SARS-CoV-2). El primer caso de la enfermedad en Nueva Zelanda se notificó el 28 de febrero de 2020.
Al 29 de julio de 2021 el país había registrado un total de 2.867 casos y 26 personas han muerto a causa del virus, con casos registrados en las veinte áreas de la junta de salud del distrito (DHB). Un total de 2.795 personas se han recuperado de la enfermedad.
La pandemia alcanzó su punto máximo a principios de abril, con 89 nuevos casos registrados por día y 929 casos activos.
Todas las fronteras y puertos de entrada de Nueva Zelanda se cerraron a todos los no residentes el 19 de marzo de 2020, y los ciudadanos y residentes que regresan deben aislarse por sí mismos. Desde el 10 de abril, todos los neozelandeses que regresan del extranjero deben pasar dos semanas de cuarentena supervisada.
El 21 de marzo se introdujo un sistema de alerta de cuatro niveles para gestionar el brote en Nueva Zelanda. El nivel de alerta se estableció inicialmente en el nivel 2, pero posteriormente se elevó al nivel 3 en la tarde del 23 de marzo. A partir del 25 de marzo, el nivel de alerta se trasladó al nivel 4, lo que puso al país en un bloqueo a nivel nacional. El nivel de alerta volvió a bajar al nivel 3 el 27 de abril, levantando parcialmente algunas restricciones del confinamiento, y bajó al nivel 2 el 13 de mayo, levantando el resto de las restricciones de encierro mientras se mantiene el distanciamiento físico y los límites al tamaño de las reuniones. El país bajó al Nivel 1 el 8 de junio, eliminando todas las restricciones restantes, excepto los controles fronterizos.
El 11 de agosto, se detectaron en Auckland cuatro casos de trasmisión comunitaria del COVID-19 en una misma familia con origen desconocido, 102 días después del anterior caso de trasmisión comunitaria. Al mediodía del día siguiente, la región de Auckland subió al nivel de alerta 3, mientras que el resto del país pasó al nivel 2. El 30 de agosto a las 11:59 p. m., Auckland pasó al "Nivel de alerta 2.5", una versión modificada del Nivel de alerta 2 con limitación en reuniones públicas, funerales y bodas. El 23 de septiembre a las 11:59 p. m., Auckland bajó al nivel de alerta 2, después de que el resto de Nueva Zelanda pasara al nivel de alerta 1 el 21 de septiembre a las 11:59 p. m.
El enfoque de Nueva Zelanda a la pandemia ha sido ampliamente elogiado internacionalmente por su rápida y dura acción contra el virus, habiendo completado 1.030.115 pruebas hasta el 18 de octubre de 2020. También se atribuyó a la respuesta del país haber llevado a la primera ministra Jacinda Ardern a una abrumadora mayoría en las Elecciones generales de 2020.
Para el 3 de marzo, había 118,812 casos y 56 muertos y 19,263 recuperados.

## Cronología

### Enero
El 28 de enero, el Ministerio de Salud estableció el Centro Nacional de Coordinación de Salud en respuesta a la epidemia. Se emitió una orden de enfermedades infecciosas y de notificación obligatoria que entró en vigor el 30 de enero, exigiendo a los profesionales de la salud que reporten cualquier caso sospechoso bajo la Ley de Salud de 1956.

### Febrero
El 3 de febrero, el gobierno de Nueva Zelanda anunció que a los viajeros extranjeros que salgan de China se les negará la entrada a Nueva Zelanda, solo los ciudadanos y residentes permanentes de Nueva Zelanda y sus familias podrán ingresar a Nueva Zelanda. Entrar. Las universidades han pedido al gobierno que exima a los estudiantes chinos que viajan para estudiar en Nueva Zelanda. A los extranjeros que han salido de China y han pasado al menos 14 días en otro país se les ha permitido ingresar a Nueva Zelanda. La prohibición se extendió por ocho días adicionales el 24 de febrero.
El 4 de febrero, el crucero Diamond Princess fue puesto en cuarentena por las autoridades japonesas en Yokohama después de que los pasajeros confirmaron que tenían el COVID-19. Ocho neozelandeses estaban a bordo. Para el 20 de febrero, cuatro pasajeros de Nueva Zelanda habían dado positivo por el virus y estaban siendo tratados en Japón. Dos de ellos iban a realizar un vuelo de evacuación organizado por el gobierno australiano.
El 5 de febrero, un vuelo chárter del gobierno operado por Air New Zealand llegó a Auckland desde Wuhan, provincia de Hubei, China. La ciudad de Wuhan había estado confinada desde el 23 de enero. El vuelo transportó a 193 pasajeros, incluidos 54 ciudadanos de Nueva Zelanda y 44 residentes permanentes. Treinta y cinco pasajeros australianos fueron transferidos a un vuelo australiano, mientras que los 157 pasajeros restantes fueron puestos en cuarentena en una instalación militar en Whangaparaoa durante 14 días. Los pasajeros fueron liberados el 19 de febrero. El 7 de febrero, el Departamento de Salud estableció un número de teléfono gratuito dedicado a Healthline (0800 358 5453) para llamadas relacionadas con el COVID-19.

### Marzo
El 4 de marzo una mujer neozelandesa de unos 30 años que había regresado del norte de Italia el 25 de febrero fue confirmada como el segundo caso del virus en Nueva Zelanda. Ella había volado a Auckland a través de Singapur, y posteriormente tomó vuelos nacionales desde y hacia Palmerston North el 2 de marzo. Su pareja también mostró síntomas del virus y fue confirmada como el cuarto caso el 6 de marzo.
El 5 de marzo, se informó el tercer caso confirmado de Nueva Zelanda y el primer caso de transmisión local. Un hombre de Auckland de unos 40 años fue infectado con el COVID-19 por un miembro de su familia que había regresado de Irán el 23 de febrero. Otros tres miembros de su familia habían estado mal anteriormente. Dos miembros de la familia llegaron a Nueva Zelanda desde Irán el 23 de febrero. El 7 de marzo, se anunció un quinto caso, una mujer de unos 40 años que era la pareja del tercer caso. Uno de los miembros de la familia que había regresado de Irán era el padre del tercer caso, y se consideraba un caso probable.
El 6 de marzo, la directora general de Salud, Ashley Bloomfield, dijo que ocho personas de Nueva Zelanda habían sido pasajeros en el crucero del 11 al 21 de febrero de Grand Princess desde San Francisco a México y de regreso y que pudieron haber estado en contacto con un caso confirmado del COVID-19. Los ocho ya habían regresado a Nueva Zelanda. Una era una mujer de unos 70 años que había estado en el hospital por enfermedad respiratoria y fue dada de alta. 
El 14 de marzo, se anunció un sexto caso confirmado, un hombre de Auckland de unos 60 años que había regresado recientemente de los Estados Unidos. Entró en autoaislamiento. El 15 de marzo, se confirmaron dos casos más, lo que elevó el número total de infectados en Nueva Zelanda a ocho. El séptimo caso fue un hombre que viajó desde Australia a Wellington. El octavo caso fue el de una mujer que era una visitante de Dinamarca que llegó a Auckland a través de Doha y luego a Christchurch, antes de conducir hacia Queenstown, donde se enfermó y fue hospitalizada.

### Abril
El 2 de abril, se notificaron 89 casos nuevos (76 confirmados y 13 sospechosos), lo que eleva el total a 797 (723 confirmados y 74 sospechosos). Además, se informó que 92 personas en total se habían recuperado y 13 estaban en condiciones estables en el hospital.
El 3 de abril, se notificaron 71 casos nuevos (49 confirmados y 22 sospechosos), con lo que el total fue de 868 (772 confirmados y 96 sospechosos), y se informaron 11 nuevas recuperaciones, con un total de 103. Había 13 personas en el hospital, una de las cuales estaba en estado crítico. Se informó que había diez grupos del virus, siendo el más grande en Marist College en Auckland.
El 4 de abril, se notificaron 82 casos nuevos (52 confirmados y 30 sospechosos), con lo que el número total fue de 950 (824 confirmados y 126 sospechosos), y que 24 personas más se habían recuperado, con un total de 127. Más de 3.600 personas habían sido evaluadas el día anterior.
El 5 de abril, se notificaron 89 casos nuevos (48 confirmados y 41 sospechosos), con lo que el total fue de 1,039 (872 confirmados y 167 sospechosos), y se informaron 29 recuperaciones más, con un total de 156. El número de personas en el hospital aumentó a 15, con tres en cuidados intensivos, de los cuales dos estaban en estado crítico. Se informaron dos nuevos grupos, uno en Auckland y Canterbury, lo que elevó el total a 12. Las estadísticas de etnicidad se publicaron ese día: el 74% de las personas con coronavirus eran Pākehā, 8.3% asiáticas, 7.6% maoríes y 3.3% Pasifika.
El 6 de abril, se notificaron 67 nuevos casos (39 confirmados y 28 sospechosos), lo que eleva el total a 1,106 (911 confirmados y 195 sospechosos), y se informaron 20 nuevas recuperaciones, lo que eleva el total a 176. Hubo 13 personas en el hospital por COVID-19, y tres personas permanecen en cuidados intensivos.
El 7 de abril, se notificaron 54 casos nuevos (32 confirmados y 22 sospechosos), lo que eleva el total a 1.160 (943 confirmados y 217 probables), y se informaron 65 nuevas recuperaciones, con un total de 241,  marcando la primera vez que el número de casos activos había disminuido (ya que el número total de casos incluye recuperaciones).
El 8 de abril, se notificaron 50 casos nuevos (26 confirmados y 24 sospechosos), lo que eleva el total a 1.210 (969 confirmados y 241 sospechosos), y se informaron 41 nuevas recuperaciones, lo que eleva el total a 282. Doce personas estaban en el hospital con cuatro en cuidados intensivos, dos de los cuales estaban en estado crítico.
El 9 de abril, se notificaron 29 casos nuevos (23 confirmados y 6 sospechosos), con un total de 1,239 (992 confirmados y 247 probables), y se informaron 35 nuevas recuperaciones, con un total de 317. Catorce personas estaban en el hospital, con dos restantes en estado crítico. Se anunció que la cuarentena obligatoria para los neozelandeses que regresan a casa comenzará al final del día.
El 10 de abril, se notificaron 44 casos nuevos (23 confirmados y 21 probables), lo que eleva el total a 1.283 (1.015 confirmados y 267 probables), y se informaron 56 nuevas recuperaciones, lo que eleva el total a 373. Según los informes, una mujer de unos noventa años, que pertenecía al grupo de casas de reposo de Rosewood, murió en Christchurch el día anterior.
El 11 de abril, se notificaron 29 casos nuevos (20 confirmados y 9 sospechosos), con un total de 1.312 (1.035 confirmados y 276 sospechosos), y se informaron 49 nuevas recuperaciones, con un total de 422. Se confirmaron dos muertes adicionales: un hombre de unos ochenta años en Wellington y un hombre de setenta años en Christchurch que formaba parte del grupo de casas de descanso Rosewood.
El 12 de abril, se notificaron 18 casos nuevos (14 confirmados y 4 sospechosos), con un total de 1.330 (1.049 confirmados y 281 probables), y se informaron 49 nuevas recuperaciones, con un total de 471.
El 13 de abril, se notificaron 19 casos nuevos (15 confirmados y 4 sospechosos), lo que eleva el total a 1,349 (1,064 confirmados y 285 sospechosos), y se informaron 75 nuevas recuperaciones, con un total de 546. Se informó de una muerte más, un hombre de unos ochenta años del grupo de casas de reposo de Rosewood, lo que elevó el recuento total de muertes a cinco, tres de los cuales eran residentes de la casa de descanso de Rosewood. Se informaron dos nuevos grupos: uno en un hogar de reposo en Auckland y otro en un lugar de trabajo en Christchurch.
El 14 de abril, se notificaron 17 casos nuevos (8 confirmados y 9 sospechosos), con un total de 1,366 (1,072 confirmados y 294 probables), y 82 nuevas recuperaciones, con un total de 628. Se informaron cuatro nuevas muertes, tres de las cuales pertenecían al grupo de casas de reposo de Rosewood, dos hombres de noventa años y un hombre de ochenta años, así como un hombre de setenta años en Wellington, lo que eleva el número total de muertes a nueve.
El 15 de abril, se notificaron 20 casos nuevos (6 confirmados y 14 sospechosos), con un total de 1,386 (1,078 confirmados y 308 probables), y 100 nuevas recuperaciones, con un total de 728.
El 16 de abril, se informaron 15 casos nuevos (6 confirmados y 9 sospechosos), lo que eleva el total a 1,401 (1,084 confirmados y 317 sospechosos), y 42 se recuperaron.
El 17 de abril, se notificaron 8 casos nuevos (2 confirmados y 6 casos activos), con un total de 1,409 (1,086 confirmados y 323 probables), y se informaron 46 recuperaciones, con un total de 816. Se anunciaron otras dos muertes: una mujer de unos ochenta años que formaba parte del grupo de casas de reposo de Rosewood y un hombre de unos noventa años que estaba vinculado al grupo de Matamata. La Junta de Salud del Distrito de Wairarapa se convirtió en la primera área de DHB en registrar cero casos activos.
El 18 de abril, se notificaron 13 casos nuevos (8 confirmados y 5 sospechosos), lo que eleva el total a 1,422 (1,094 confirmados y 328 probables), y se informaron 51 nuevas recuperaciones, con un total de 867. El número de personas en el hospital aumentó en seis, con ocho residentes de la casa de descanso de St Margaret siendo trasladados al hospital y dos personas egresadas, lo que eleva el número total de personas en el hospital a 20.
El 19 de abril, se notificaron 9 casos nuevos (4 confirmados y 5 probables), con un total de 1,431 (1,098 confirmados y 333 sospechosos), y se informaron 45 nuevas recuperaciones, con un total de 912. Dieciocho personas están en el hospital. Una muerte previa de principios de la semana se confirmó en una autopsia como causada por el COVID-19, con lo que el número total de muertes fue de 12. Ese mismo día, las autoridades sanitarias regionales también confirmaron que tres niños menores de un año en las regiones de Southland y Waikato habían contraído el coronavirus.
El 20 de abril, se notificaron 9 casos nuevos (7 confirmados y 2 probables), con un total de 1,440 (1,105 confirmados y 335 probables), y se reportaron 62 nuevas recuperaciones, con un total de 974. Catorce personas estaban en el hospital. Durante una conferencia de prensa a las 4 de la tarde, la primera ministra Jacinda Ardern anunció que Nueva Zelanda caerá al nivel de alerta 3 a las 11:59 de la noche del 27 de abril. Se permitió a las empresas y escuelas que los empleados prepararan las instalaciones para el nivel de alerta 3 durante la última semana del nivel de alerta 4. El país permanecerá en el nivel de alerta 3 durante al menos dos semanas, y la decisión de pasar al nivel 2 se realizará el 11 de mayo.  Ardern también informó que el país tiene una tasa de transmisión de 0.48, lo que significa que las personas con el virus lo transmiten a otras 0.48 personas en promedio.

### Mayo
El 1 de mayo, se informaron 3 casos nuevos (todos confirmados), con un total de 1,479 (1,132 confirmados y 347 sospechosos), y se informaron 11 nuevas recuperaciones, con un total de 1,252. Seis personas estaban en el hospital.
El 2 de mayo, se notificaron 6 casos nuevos (2 confirmados y 4 sospechosos), con un total de 1,485 (1,134 confirmados y 351 sospechosos), y se informaron 11 nuevas recuperaciones, con un total de 1,263. Cinco personas están en el hospital. Se informó de una nueva muerte, un hombre de unos ochenta años del grupo de casas de reposo Rosewood, lo que eleva el total a 20.
El 3 de mayo, se notificaron 2 casos nuevos (ambos confirmados), con un total de 1,487 (1,136 confirmados y 351 sospechosos), con 8 personas en el hospital, y se informaron 3 nuevas recuperaciones, con un total de 1,266.
El 4 de mayo, no se informaron casos nuevos, pero un caso probable anterior se reclasificó como confirmado, manteniendo el total en 1,487 (1,137 confirmados y 350 sospechosos), con 4 personas en el hospital, y se informaron 10 nuevas recuperaciones, lo que llevó el total a 1.276.
El 5 de mayo, no se informaron nuevos casos por segundo día consecutivo y se rescindió un caso probable anterior, lo que redujo el total a 1.486 (1.137 confirmados y 349 sospechosos), y se informaron 26 nuevas recuperaciones, con un total de 1.302.
El 6 de mayo, se notificaron 2 nuevos casos (1 confirmado y 1 sospechosos), con lo que el total fue de 1,488 (1,138 confirmados y 350 sospechosos), y se informaron 14 nuevas recuperaciones, con un total de 1,316. Dos personas están en el hospital. Se informó de una muerte más, una mujer de sesenta años del hogar de descanso de Rosewood, lo que elevó el número total de muertes a 21.
El 7 de mayo, se notificó 1 caso nuevo (confirmado), lo que eleva el total a 1,489 (1,139 confirmado y 350 sospechosos), y se informaron 16 nuevas recuperaciones, lo que eleva el total a 1,332. Un récord de 7,323 pruebas se completaron el día anterior.
El 8 de mayo, se informó un nuevo caso confirmado y un caso probable anterior se reclasificó como confirmado, lo que elevó el total a 1,490 (1,141 confirmado y 349 sospechosos) con tres en el hospital, y se informaron 15 nuevas recuperaciones, lo que eleva el total a 1,347, o 90% de todos los casos. Un récord de 7.812 pruebas se completaron el día anterior.
El 9 de mayo, se notificaron dos casos nuevos (uno confirmado y el otro sospechosos), lo que eleva el total a 1,492 (1,142 confirmados y 350 sospechosos) con dos personas en el hospital, y se informaron 21 nuevas recuperaciones, lo que eleva el total a 1,368.
El 10 de mayo, se notificaron dos nuevos casos (ambos confirmados), con un total de 1.494 (1.144 confirmados y 350 sospechosos), y tres personas más se recuperaron, con un total de 1.371, con 102 casos activos. Dos personas permanecen en el hospital.
En la semana que comenzó el 11 de mayo, se notificaron cinco casos nuevos (todos confirmados), con un total de 1,499 (1,149 confirmados y 350 sospechosos), y se reportaron 62 recuperaciones, con un total de 1,433. El 11 de mayo fue la primera vez desde el 22 de marzo donde el recuento de casos activos fue inferior a 100, cayendo a 90 casos activos o el 6% del total, y no se informaron casos nuevos los días 12 y 14 y 16 de mayo.
En la semana que comenzó el 18 de mayo, hubo cinco casos confirmados adicionales, lo que elevó el número total de casos a 1.504 (1.154 confirmados y 350 sospechosos), de los cuales 27 estaban activos desde que se informaron 23 nuevas recuperaciones, lo que eleva el total a 1.456. Los cuatro casos del 19 de mayo no fueron casos nuevos, sino más bien casos anteriores de mediados de abril en Uruguay que se retrasaron para evitar la doble contabilización.
En la semana que comenzó el 25 de mayo, no hubo nuevos casos, manteniendo el total en 1.504 (1.154 confirmados y 350 sospechosos), y se informaron 25 nuevas recuperaciones, lo que eleva el total a 1.481. Se informó que la última persona hospitalizada fue dada de alta el 27 de mayo, y solo un caso activo permaneció en el país a partir del 29 de mayo. Una muerte del 24 de mayo se reclasificó el 28 de mayo como relacionada con el COVID-19, con lo que el número total de muertes fue de 22; Esta muerte estaba relacionada con el grupo de hogares de descanso de St Margaret, y la persona se había recuperado del virus antes de su muerte.

### Junio
El 1 de junio, no hubo nuevos casos, recuperaciones o muertes, que permanecieron en 1,504 casos en total (1,154 confirmados y 350 probables), 1,481 recuperaciones y 22 muertes, con un caso activo restante.
En la semana que comenzó el 8 de junio, no hubo nuevos casos ni muertes, y el último caso activo se declaró recuperado el 8 de junio.
18 de junio, se notificó un nuevo caso, lo que elevó el número de casos activos a tres y el número total a 1.507 (1.157 confirmados y 350 sospechosos). El nuevo caso es un hombre de unos sesenta años que viajó de Pakistán a Doha a Melbourne el 11 de junio antes de volar de Melbourne a Auckland el 13 de junio.

## Reacción

### Planificación de la recuperación económica
El 1 de abril, el Gobierno estableció un Grupo de Referencia de la Industria de Infraestructura para buscar proyectos de infraestructura "listos para la pala" para reducir el impacto económico del COVID-19. El gobierno local respondió con propuestas durante las siguientes semanas. Otros sectores, como la industria de la construcción, Greenpeace, y el Partido Verde también presentaron sus preferencias.
El 1 de mayo, el Parlamento de Nueva Zelanda aprobó por unanimidad un paquete ómnibus de apoyo fiscal de NZ $ 23 mil millones. Sus disposiciones incluyen un paquete de desgravación fiscal de NZ $ 3 mil millones para empresas, NZ $ 25 millones para un mayor apoyo comercial en 2021, un esquema de subsidio salarial de $ NZ10 mil millones, NZ $ 4,27 mil millones para apoyar a 160,000 pequeñas empresas y NZ $ 1,3 mil millones para 8,900 empresas medianas.

### Opinión pública de la respuesta del gobierno
Una encuesta de Utting Research realizada el 1 y 2 de marzo encontró que el 47% de los encuestados estaban satisfechos con la respuesta general del gobierno al brote de COVID-19, con el 34% insatisfecho y el 19% inseguro. Una encuesta posterior realizada el 21 y 22 de marzo, antes del anuncio de cierre, encontró que el 62% de los encuestados estaban satisfechos con la respuesta. Sin embargo, el 37% no confiaba en que se pudiera prevenir un brote a gran escala en Nueva Zelanda, con un 26% de confianza y un 36% de incertidumbre.
Una encuesta de Newshub-Reid Research realizada del 8 al 16 de mayo de 2020 preguntó si era "la decisión correcta" implementar el orden nacional de nivel 4 para quedarse en casa de marzo a abril. El 91.6% respondió "sí", el 6% "no" y el 2.5% "no sabe".

## Estadísticas

### Casos por consejos distritales de salud
| Auckland                  | 132 624   | 119  | 127 010   | 5495   |
| Bay of Plenty             | 66 212    | 95   | 63 910    | 2207   |
| Canterbury/West Coast     | 193 498   | 242  | 184 186   | 9070   |
| Capital & Coast/Hutt      | 143 864   | 134  | 136 768   | 6962   |
| Counties Manukau          | 166 819   | 160  | 161 912   | 4747   |
| Hawke's Bay               | 48 969    | 44   | 46 642    | 2283   |
| Lakes                     | 29 115    | 32   | 28 236    | 847    |
| Mid Central               | 49 198    | 61   | 47 399    | 1738   |
| Nelson Marlborough        | 42 106    | 34   | 40 306    | 1766   |
| Northland                 | 43 339    | 61   | 41 981    | 1297   |
| South Canterbury          | 18 431    | 24   | 17 667    | 740    |
| Southern                  | 103 644   | 117  | 98 673    | 4854   |
| Tairāwhiti                | 14 802    | 15   | 14 314    | 473    |
| Taranaki                  | 36 806    | 53   | 35 459    | 1294   |
| Waikato                   | 112 752   | 157  | 109 134   | 3461   |
| Wairarapa                 | 13 059    | 27   | 12 428    | 604    |
| Waitematā                 | 156 779   | 159  | 149 140   | 7480   |
| Whanganui                 | 17 647    | 22   | 16 928    | 697    |
| En las fronteras del país | 12 776    | 4    | 11 244    | 1528   |
| Desconocido               | 633       | 1    | 589       | 43     |
| Nueva Zelanda             | 1 403 073 | 1561 | 1 343 926 | 57 586 |

## Vacunación
La vacunación contra la COVID-19 en Nueva Zelanda es la estrategia nacional de vacunación que está en curso desde el 20 de febrero de 2021 para inmunizar a la población contra la COVID-19 en el país, en el marco de un esfuerzo mundial para combatir la pandemia de COVID-19.

## Centros de aislamiento
A partir del 12 de junio de 2020 el Ministerio de Salud había identificado 16 grupos significativos de al menos diez casos confirmados o probables del COVID-19.
- Wedding, Bluff – 98
- Marist College, Auckland – 96

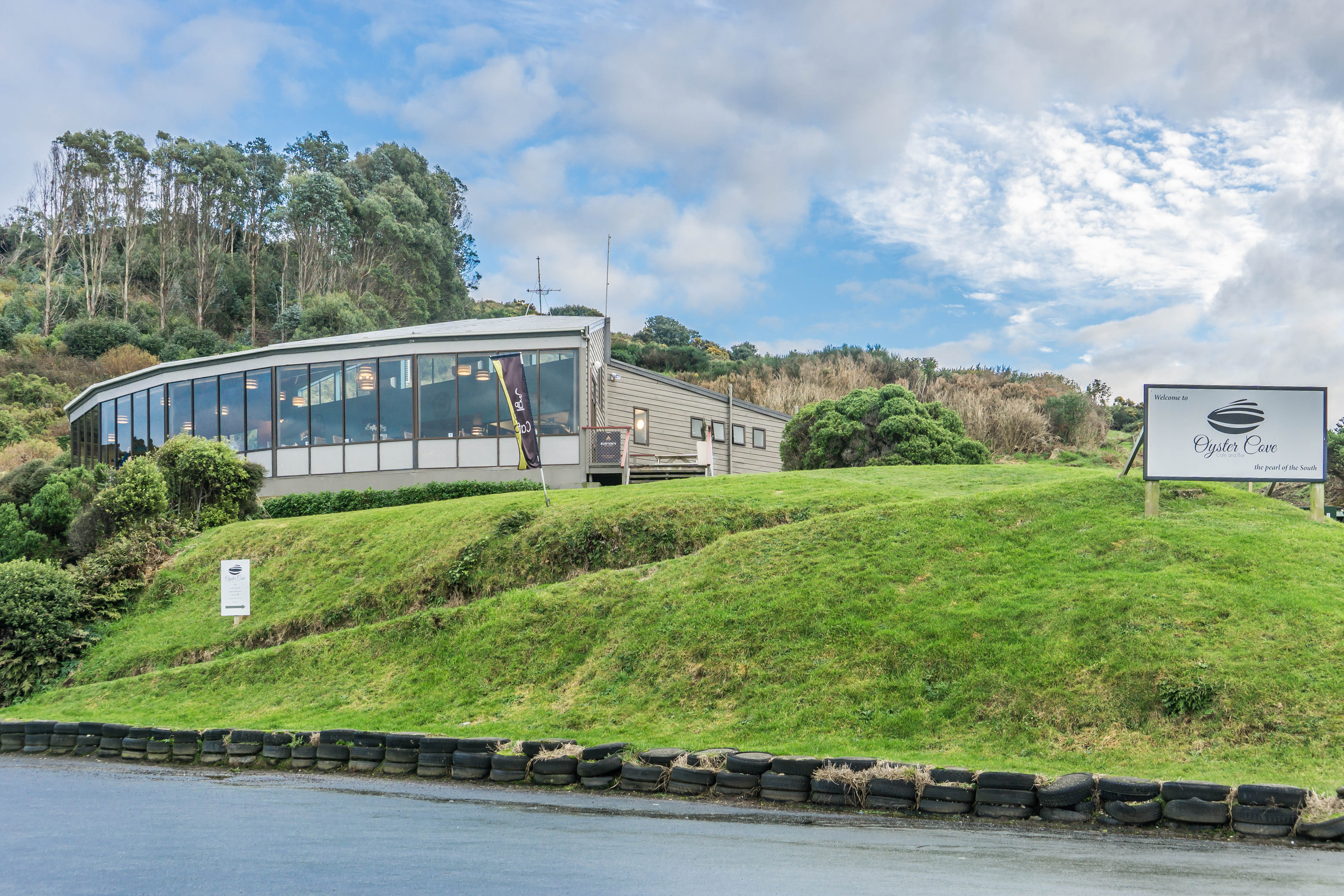
Oyster Cove, sede de la boda de Bluff en Stirling Point

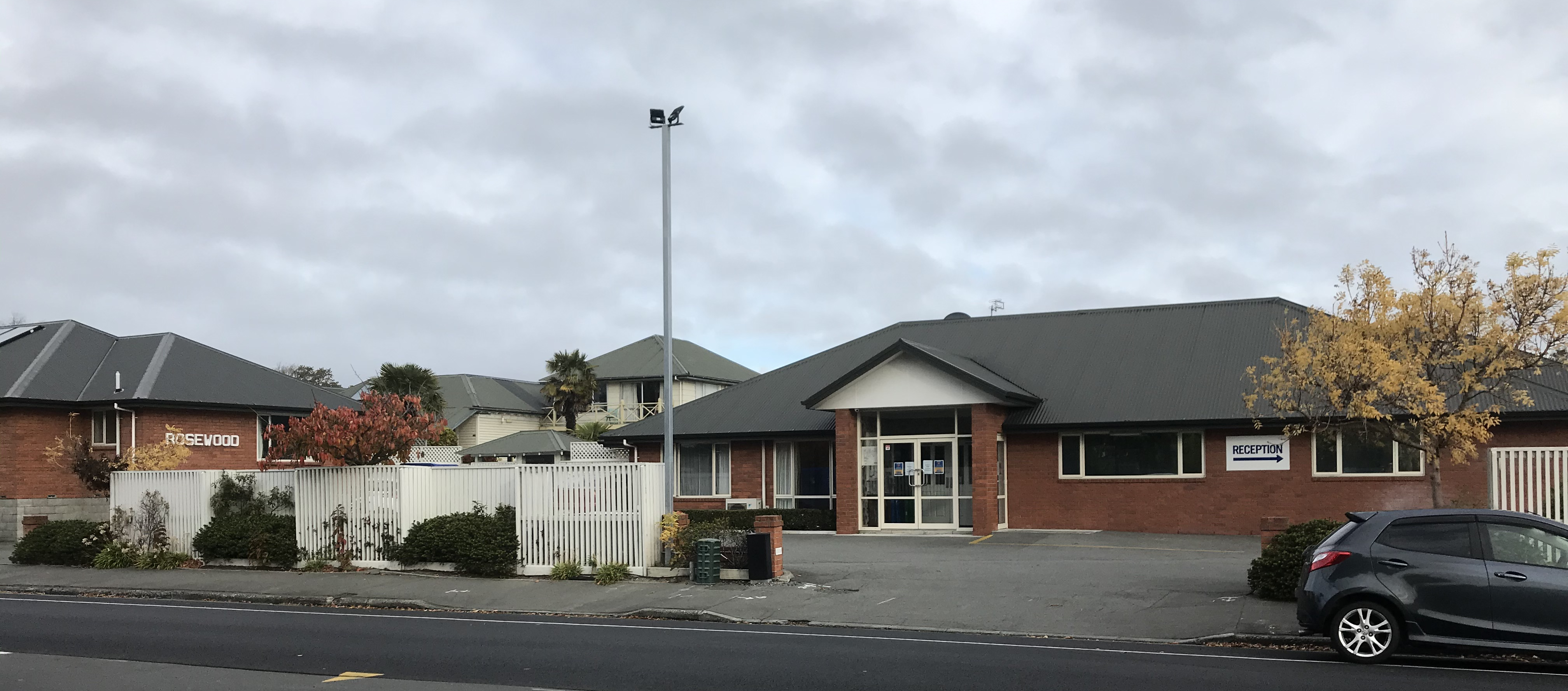
Rosewood Rest Home en Christchurch, el grupo con el mayor número de muertes

- Saint Patrick's Day gathering, Redoubt Bar, Matamata – 77
- Rosewood Rest Home, Christchurch – 56
- CHT St Margarets rest home, Auckland – 51
- Atawhai Assisi rest home, Hamilton – 15

Los siguientes grupos han sido cerrados. Un grupo se considera cerrado cuando no ha habido nuevos casos durante dos períodos de incubación (es decir, 28 días) a partir de la fecha en que todos los casos completan el aislamiento.
- Private function, Auckland – 40
- World Hereford Conference, Queenstown – 39
- Community group, Auckland – 30
- Ruby Princess cruise ship, Hawke's Bay – 24
- George Manning Lifecare rest home, Christchurch – 19
- Group travel to the United States, Wellington – 16
- Group travel to the United States, Auckland – 16
- Community group, Christchurch – 14
- Wedding, Wellington – 13
- Rest home, Auckland – 13

Las 12 muertes de DHB de Canterbury fueron casos dentro del grupo Rosewood Rest Home. Este grupo representa más de la mitad del total de muertos en el país por COVID-19.

## Sistema de nivel de alerta
El 21 de marzo, la primera ministra Jacinda Ardern anunció la introducción de un sistema de nivel de alerta en todo el país, similar a los sistemas de alerta contra incendios existentes. Hay cuatro niveles, siendo 1 el menor riesgo de infección y 4 el más alto. En el momento del anuncio, Nueva Zelanda estaba en el nivel 2. Cada nivel trae restricciones adicionales en las actividades. Cada región puede tener un nivel de alerta individual en función de la gravedad de sus propias infecciones, y estos niveles se pueden cambiar en cualquier momento.
En el momento del anuncio de Ardern, Nueva Zelanda estaba en el nivel de alerta 2. Ardern anunció el 23 de marzo que, con efecto inmediato, Nueva Zelanda estaría en el nivel de alerta 3, y pasaría al nivel 4 a las 11:59 p. m. el 25 de marzo. El 20 de abril, Ardern anunció que Nueva Zelanda pasaría al nivel de alerta 3 a las 11:59 p. m. Del 27 de abril, y que las empresas y las escuelas podrían permitir que los empleados ingresen a las instalaciones durante la última semana del nivel de alerta 4 para preparar las instalaciones para el transición al nivel de alerta 3. El país permaneció en el nivel  3 durante al menos dos semanas, con la decisión de pasar al nivel 2 el 11 de mayo. El 11 de mayo, se anunció que Nueva Zelanda entraría en el nivel de alerta 2 a partir de las 11:59 p. m. Del 13 de mayo, levantando las restricciones de cierre mientras mantenía el distanciamiento físico en reuniones públicas y privadas con más de diez personas. El 8 de junio, Ardern anunció que el país entraría en el nivel de alerta 1 a las 11:59 p. m., levantando las restricciones restantes.